# 蔓生鼠李
蔓生鼠李（学名：Rhamnus procumbens）为鼠李科鼠李属下的一个种。种名procumbens意为平卧的。